# Cadillac Série 62
 (décembre 2019).
Si vous disposez d'ouvrages ou d'articles de référence ou si vous connaissez des sites web de qualité traitant du thème abordé ici, merci de compléter l'article en donnant les références utiles à sa vérifiabilité et en les liant à la section « Notes et références ».
La Cadillac Série 62 était une série d'automobiles produites par Cadillac, destinée à remplacer la Série 65 en 1940. Elle fut produite jusqu'en 1964 quand elle fut remplacée par la Cadillac Calais. Elle fut aussi l'objet de nombreuses reproductions en jouet notamment en Chine, plusieurs de ces modèles ont été vendus. Maintenant, la valeur de celle-ci est à environ 100 000 euros (en bon état).

## Première génération (1940-1941)
La Série 62 de carrosserie Fisher a remplacé la Cadillac Série 61 à l'échelon le plus bas de la gamme de modèles en 1940. La Série 62 se caractérisait par une carrosserie C de style "torpedo" bas et élégant avec des vitres chromées, plus incliné dans le pare-brise et une lunette arrière incurvée. La nouvelle carrosserie C que la Cadillac Série 62 de 1940 partageait avec les Buick Roadmaster et Super, l'Oldsmobile Série 90 et la Pontiac Torpedo comportait des épaules et des hanches plus larges de 13 cm, l'élimination des marchepieds et un style extérieur général de 5 à 8 cm plus bas. Lorsqu'elles sont associées à un levier de vitesses monté sur colonne, les voitures offrent un véritable confort pour six passagers. Ces changements ont clairement été influencés par la Cadillac Sixty Special. La caractéristique de style qui distingue toutes les V-8 Cadillac était une fois de plus la calandre. Bien que les grilles aient la même forme pointue qu'en 1939, les barres de calandre étaient plus lourdes et moins nombreuses. Deux ensembles de barres de persiennes sont apparus de chaque côté du capot. Les marchepieds étaient une option gratuite. La Série 62 était disponible en coupé Club ou en berline, avec des cabriolets à 2 et 4 portes introduits au milieu de l'année. Les ventes ont totalisé 5 903 au cours de sa première année, représentant environ 45 % des ventes de Cadillac.
En 1941, le capot monobloc est descendu plus bas à l'avant, a inclus les panneaux latéraux et s'est étendu latéralement aux ailes. Un seul panneau rectangulaire de garniture de persiennes a été utilisé de chaque côté du capot. La grille rectangulaire était large, verticale et bombée vers l'avant au milieu. Des feux de stationnement rectangulaires ont été intégrés dans les coins extérieurs supérieurs de la grille. Des phares étaient maintenant intégrés dans le nez des ailes, et des phares antibrouillards intégrés étaient prévus sous les phares. Trois baguettes chromées sont apparues sur la partie arrière des quatre ailes. Les jupes de garde-boue arrière étaient standard. La Série 62 offrait le seul cabriolet à 4 portes construit par Cadillac en 1941 et ce serait la dernière fois que cette carrosserie était fabriquée par la marque. Toutes les Cadillac partageaient le même V8 à tête en L de 5,7 L et de 137 ch (101 kW) cette année-là, avec une puissance atteignant 152 ch (112 kW).
Les ventes ont plus que quadruplé pour atteindre 24 734, représentant 37 % des ventes de Cadillac au cours d'une année de vente qui a bien plus que doublé le précédent record de taux de ventes de Cadillac établi au cours des deux années modèle 1926-1927, en partie en raison de l'énorme popularité de la nouvelle Série 61. De toute évidence, le nouveau style "torpedo" avec sa carrosserie basse sans marchepied simplifiés et son large espace aux épaules s'était avéré un grand succès. L'année modèle suivante, abrégée comme elle l'était par une guerre mondiale, ne battrait aucun record de ventes.

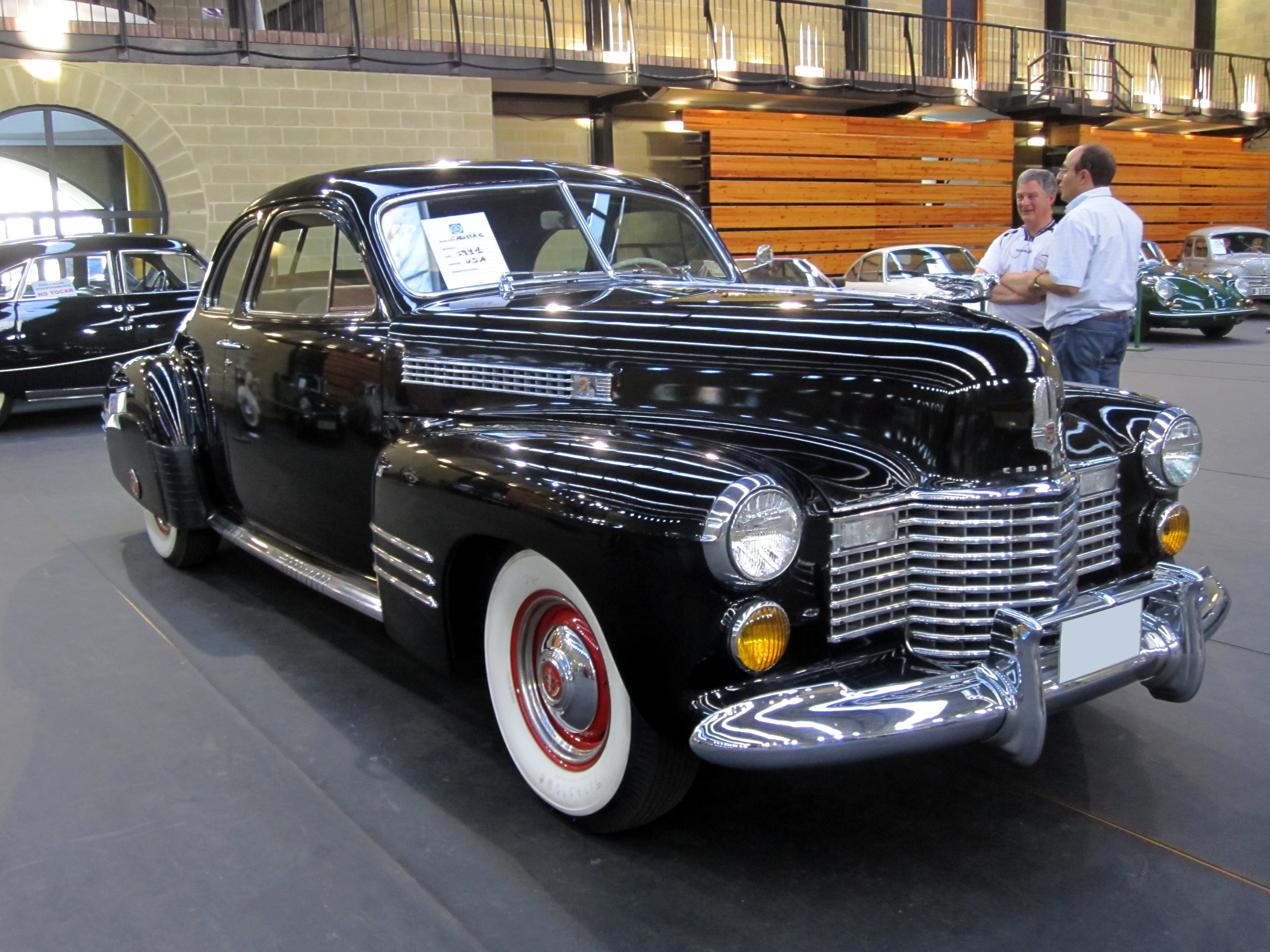
Coupçé Cadillac Série 62

## Deuxième génération (1942-1947)
La calandre est devenue plus massive en 1942, avec encore moins de barres. Les feux de stationnement sont devenus ronds et les phares antibrouillards sont devenus rectangulaires et ont été intégrés dans la zone de la grille. Une forme de balle est apparue sur le dessus des protections de pare-chocs. Les ailes étaient arrondies et plus longues. Les ailes avant se prolongent dans les portes avant. Les ailes arrière se prolongent vers l'avant dans les portes arrière. Les nouvelles ailes étaient dotées de moulures lourdes sur les côtés. Un nouveau système de ventilation d'air frais avec des conduits d'air menant de la grille a remplacé les ventilateurs de capot. La commande du frein à main est passée du levier à la poignée de traction en forme de T.

La première Cadillac d'après-guerre a quitté la ligne le 7 octobre 1945 et pendant plusieurs mois, seules des Série 62 ont été produites. Les Cadillac de 1946 n'ont pas subi de modifications importantes par rapport à 1942, à l'exception de quelques changements de style et de l'ajout d'une batterie à masse négative. La Série 62 a conservé la même gamme de styles de carrosserie qu'en 1942 - coupé, berline et cabriolet, et 18 565 au total ont été produites pour l'année-modèle, soit environ 65 % de la production totale de Cadillac en 1946, soit 29 000 véhicules. La reprise de la production civile a été une tâche difficile pour toute l'industrie automobile et la demande de voitures neuves a largement dépassé l'offre. Cadillac avait jusqu'à 100 000 commandes en carnet en 1947. En raison de pénuries de matériaux, certaines Cadillac ont été expédiées de l'usine avec des pare-chocs en bois, les concessionnaires étant censés en installer de bons dès qu'ils seront disponibles. L'inflation d'après-guerre a fait grimper le prix de vente d'une Cadillac de 1946 de plus de 1 000 $ par rapport à 1942.

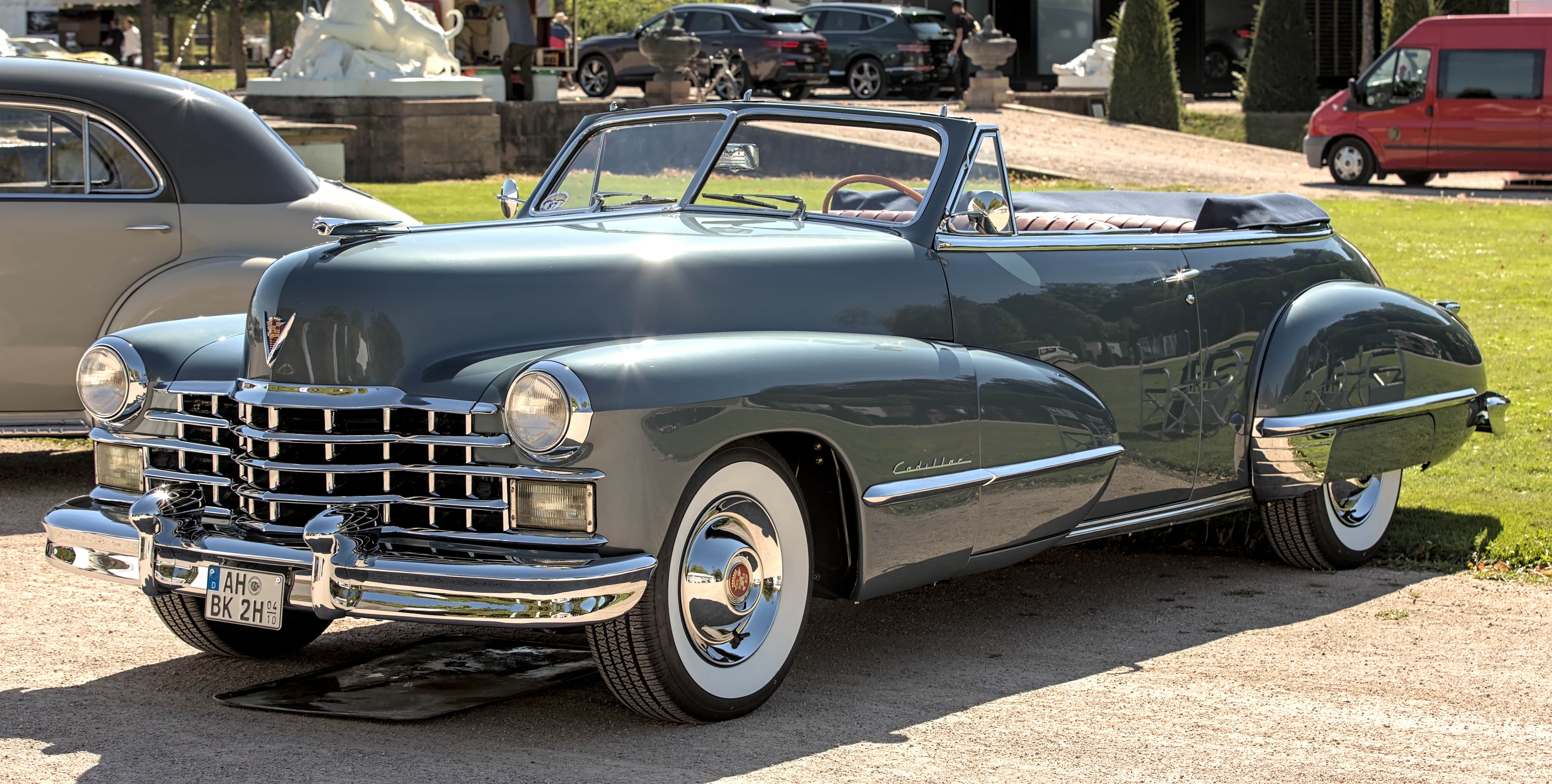
Cadillac Série 62 de 1947

En 1946, la Série 62 utilisait la plate-forme C-body de GM, tout comme la Cadillac Sixty Special, la Buick Super et la Buick Roadmaster et l'Oldsmobile 98. Le style Notchback caractérisait les voitures, à l'exception du coupé Club qui avait un style Fastback. Il était facile de distinguer le coupé de la Série 62 de la Série 61 parce que les habillages de porte ne s'évasaient pas au-dessus des moulures du panneau de bas de caisse, et les ouvertures des fenêtres latérales étaient plus basses et les moulures des fenêtres de révélation encerclaient chaque fenêtre individuellement au lieu de boucler autour de toutes les fenêtres. La berline de la Série 62 comportait des ventiplanes sur les fenêtres avant et arrière. Ce fut également la première Cadillac à entrer en production après la Seconde Guerre mondiale. Le style intérieur et les caractéristiques techniques étaient similaires à ceux de la Cadillac Série 61, mais avec des aménagements intérieurs légèrement plus riches. Les modèles de la fin de 1946 ont introduit des modifications techniques au moteur V8 sous la forme de sièges à billes durcis pour les poussoirs hydrauliques.
Les modèles de 1947 ont subi des changements de style mineurs et l'ajout de lève-vitres hydroélectriques sur le cabriolet de la Série 62, qui est resté le seul cabriolet en toile de la gamme Cadillac. Les gardes en pierre de métal poli sur les ailes ont remplacé celles en caoutchouc utilisées sur les modèles de 1946. Comme auparavant, la Série 62 est restée la gamme principale de Cadillac avec 39 834 produits, 84 % du volume total de la marque en 1947.

## Troisième génération
Les toutes premières nouvelles Cadillac d'après-guerre sont arrivées en 1948, arborant un look inspiré des avions et les premières ailerons d'une Cadillac. Les Cadillac Série 62 avaient un empattement légèrement raccourci, mais la largeur de la voie a été augmentée de 51 mm augmentant l'espace intérieur. Cependant, les transmissions mises à jour devraient attendre encore un an et pour le moment, les nouvelles Cadillac étaient toujours propulsées par le même V8 à tête plate de 5,7 L utilisé dans tous les domaines depuis 1941, qui n'offrait que de bonnes performances (0-97 km/h en 16 secondes avec une vitesse maximale de 150 km/h). La consommation de carburant était estimée à 16,8 L/100 km/h sur route, 23,5 L/100 km/h en ville avec la transmission Hydramatic, qui devenait rapidement la norme - en 1949, seulement 10 % des Cadillac étaient commandées avec la boîte de vitesses manuelle à 3 vitesses. La production de la Série 62 a totalisé 34 213 véhicules pour l'année modèle 1948, soit 68 % du volume de Cadillac. Les modèles de 1948 avaient mis du temps à entrer en production et ne sont arrivés dans les salles d'exposition qu'en février 1948, Cadillac n'a donc produit que 50 599 véhicules pour l'année modèle abrégée.
Le nouveau Cadillac OHV V8 était la grande nouvelle pour 1949, avec des différences de finition mineures sinon. Ce moteur de 5,3 L produit 162 ch (119 kW) et pèse 90 kg de moins que l'ancien V8 à tête plate, en plus d'être plus court et plus bas. Le 5,4 L V8 pouvait également gérer des niveaux de compression plus élevés pour tirer parti des formulations d'essence d'après-guerre à indice d'octane plus élevé. La principale différence entre les modèles de la Série 61 et de la Série 62 de style de carrosserie similaire était de légères variations de garniture. La série à prix plus élevé avait encore des boucliers d'ailes avant en pierre rainurés et des moulures de panneaux de bas de caisse brillants. Les chevrons sous les feux arrière n'étaient plus visibles. Le cabriolet était une offre exclusive. Un radiateur était en option. Les ventes ont atteint un record de 55 643.
La Cadillac Série 62 Coupe DeVille a été lancée à la fin de l'année modèle 1949,. Avec la Buick Roadmaster Riviera et l'Oldsmobile 98 Holiday, il a été parmi les premiers coupés hardtop sans pilier jamais produits,. À 3 496 $, il n'était que d'un dollar de moins que le cabriolet de la Série 62, et comme le cabriolet, il était livré avec des vitres électriques standard. Il était luxueusement garni, avec une sellerie en cuir et des "arcs" chromés dans la garniture de pavillon pour simuler les nervures d'un toit décapotable,.
55 643 Cadillac Série 62 ont été produites en 1949 sur un volume total de 92 554 véhicules.

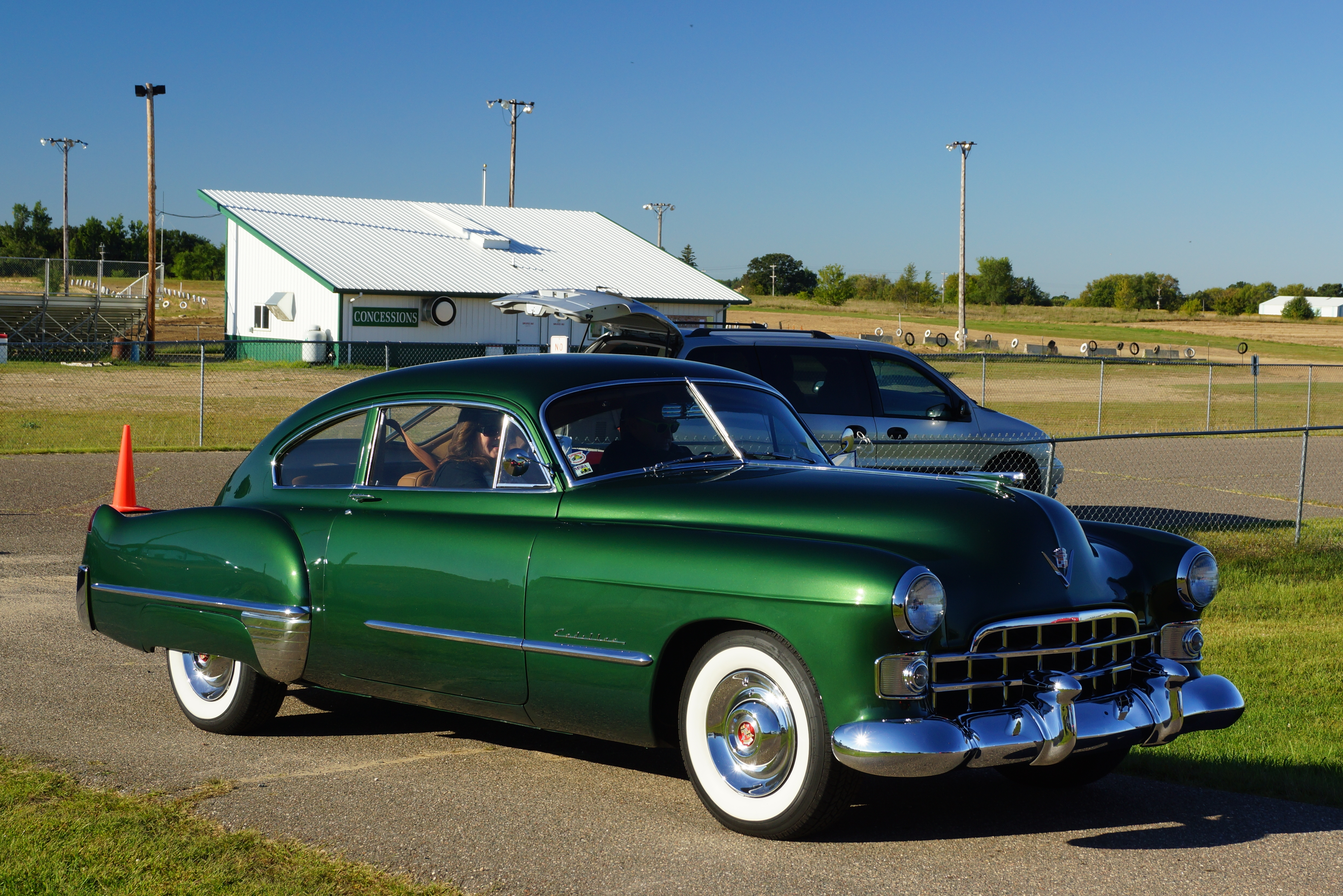
Cadillac Série 62 III version coupé.

Pour 1950, d'importants changements de style ont été effectués. Les voitures étaient plus basses et plus élégantes, avec des capots plus longs et des pare-brise d'une seule pièce étaient installés. La transmission Hydra Matic était désormais de série. La Série 61 était à nouveau un modèle à empattement court, ayant été réduite à 3 099 mm. Les ventes ont établi un nouveau record à 59 818.
Des panneaux de bas de caisse chromés sur toute la longueur ont mis en valeur le modèle de 1951, et la Coupe DeVille était maintenant marquée avec des garnitures sensiblement améliorées, y compris le script de la Coupe DeVille sur le montant du toit arrière. Les ventes se sont élevées à 81 844, soit un record de plus de 74 % de toutes les Cadillac vendues. Popular Mechanics a relevé environ 19,6 L/100 km à 72 km/h.
En 1952, pour commémorer le 50e anniversaire de Cadillac, les emblèmes du capot et du coffre en forme de V ont été réalisés sous forme de pièces moulées en or. La berline Série 62 se caractérisait également par un contour de couvercle de coffre arrière plus élevé. Cela a fourni un espace supplémentaire pour les bagages. Les feux de recul faisaient désormais partie de l'équipement standard et étaient intégrés aux feux arrière. Les panneaux enveloppants de la calandre ont été redessinés une fois de plus avec une large garniture chromée sous chaque phare avec un style latéral et un emblème ailé de couleur or monté au centre. À l'arrière, toutes les Cadillac ont adopté un système d'échappement double à travers le pare-chocs. L'ornementation du coffre a pris la forme d'un écusson Cadillac sur un large "V" doré. Les nouvelles fonctionnalités standard comprenaient des horloges à remontage automatique, des indicateurs de signal de direction améliorés, des rétroviseurs antireflets, des pistons traités au stannate et une carburation à quatre cylindres. La puissance du moteur atteignait 193 ch (142 kW). Les ventes ont chuté à 70 255, mais avec la Série 61 à l'écart, les ventes de la Série 62 ont représenté un record de 78 % de toutes les Cadillac.

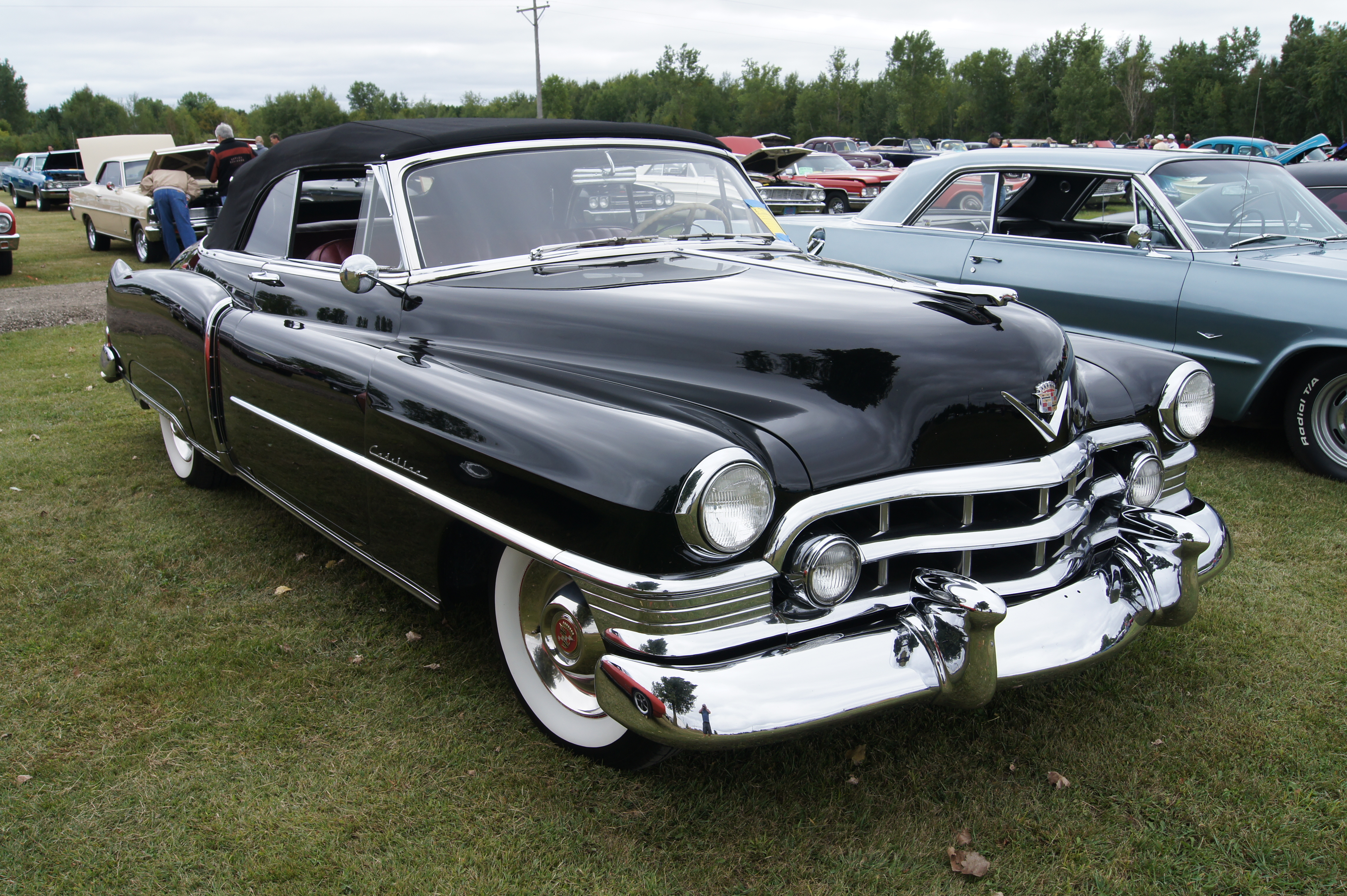
Cadillac Série 62 version décapotable

La Série 62 de 1953 a vu une calandre redessinée avec des pare-chocs et des protections de pare-chocs intégrés plus lourds, le repositionnement des feux de stationnement directement sous les phares, des portes de phares de type "sourcil" chromées et des vitres arrière monobloc sans barres de division. Les disques de roue ont été façonnés dans un nouveau design de disque attrayant. Les styles de carrosserie de la Série 62 ont été identifiés par des ailes arrière non persiennes, l'utilisation de minces soulignements en métal brillant à l'arrière inférieur des voitures uniquement et la décoration du capot et du couvercle de coffre avec des emblèmes Cadillac et des ornements en forme de V. Le modèle coupé Club a disparu. Les Série 62 deux portes étaient désormais toutes des hardtops (y compris la Coupe DeVille mieux équipée) ou des cabriolets. Un autre nom familier est apparu sur la Série 62 de 1953. La finition haut de gamme Eldorado était l'une des trois cabriolets spécialisés produits en 1953 par General Motors, les deux autres étant l'Oldsmobile 98 Fiesta et la Buick Roadmaster Skylark. L'Eldorado était un cabriolet de luxe en édition limitée et deviendrait finalement sa propre série. Il comprenait un assortiment complet d'accessoires de luxe, y compris des roues à rayons, et a introduit le pare-brise enveloppant dans la production standard de Cadillac. Les ventes ont établi un nouveau record à 85 446.

## Quatrième génération (1954-1956)
La Série 62 comprenait une carrosserie plus lisse, un nouvel insert de calandre cellulaire et des pare-chocs avant à ailes de mouette inversés et des pare-chocs coniques de style Dagmar. Des sorties d'échappement doubles à jet rond ont été intégrées aux extensions de pare-chocs verticales et le pare-chocs arrière a été entièrement repensé. Un pare-brise enveloppant de style Eldorado a été vu sur tous les modèles. Les berlines ont utilisé un style distinctif de moulure de fenêtre, ce qui a créé un effet pare-soleil intégré. Pour les coupés, un rétro-éclairage enveloppant à courbe douce était appelé la lunette arrière de style "florentin". Une large entrée de ventilateur était maintenant étirée sur la base du pare-brise sur tous les styles de carrosserie et l'aspect des phares à visière chromée a été souligné. La Série 62 se distingue par l'absence de persiennes d'aile arrière. Des ornements et des crêtes en forme de V ont été utilisés dans le capot et le coffre et il y avait des soulignements de carrosserie sur toute la longueur en métal brillant. Le script Coupe DeVille a été vu sur les piliers d'angle arrière du toit rigide de luxe, qui avait également des moulures de seuil plus larges. Les Eldorado avaient des emblèmes d'identification dorés centrés directement derrière les ailes et des larges panneaux de beauté cannelés pour décorer les côtés inférieurs de la carrosserie arrière. Ces panneaux étaient en aluminium extrudé et figuraient également sur un coupé Eldorado unique en son genre construit pour la Reynolds Aluminium Corporation. Également inclus dans la production Eldorado cabriolet, des plaques monogrammées sur les portes, les roues à rayons et les garnitures intérieures personnalisées avec l'écusson Cadillac en relief sur les traversins des sièges. Les lave-glaces automatiques, la direction assistée, le système électrique 12 volts et les pistons en alliage d'aluminium était dans la longue liste de l'équipement standard pour la première fois cette année. Direction assistée, vitres, sièges et atténuation automatique des phares en option. Un témoin de rappel de desserrage du frein de stationnement était neuf. Popular Mechanics a évalué le temps de 0 à 97 km/h en 17,3 secondes.

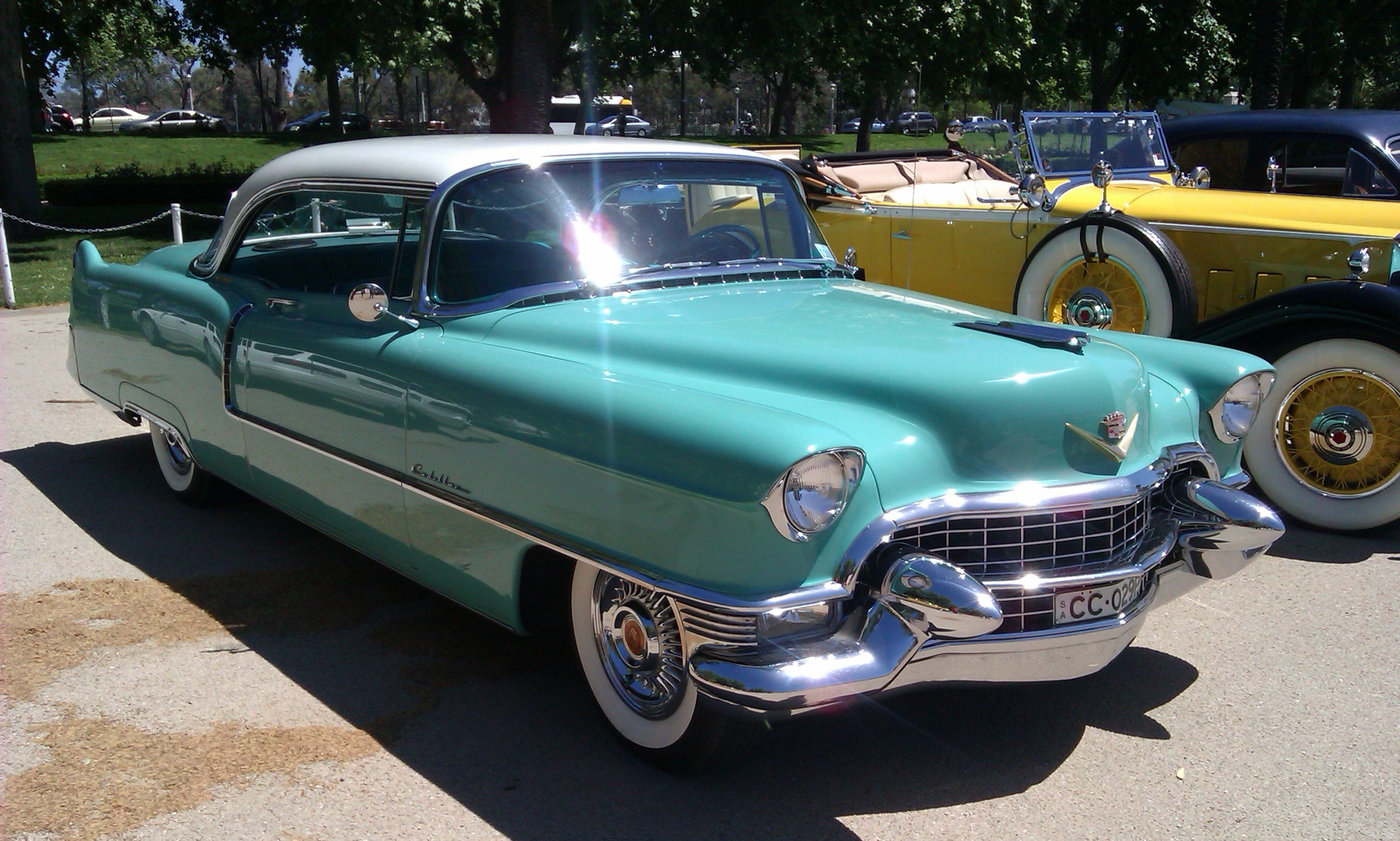
Cadillac Série 62 IV coupé.

En 1955, la calandre a été repensée avec des espaces plus larges entre les balais et les feux de stationnement ont été repositionnés directement sous les phares. Sur les côtés de la carrosserie, les moulures de rail de frottement formaient un angle droit avec la garniture verticale sur les portes arrière ou les ailes. Cela a accentué la ligne de caractère dans la tôle. Le traitement de la lunette arrière à courbe florentine a été adopté pour les berlines. Trois moulures chromées bordaient la plaque d'immatriculation arrière de chaque côté et les décorations du couvercle du coffre étaient constituées d'un ornement en forme de V et d'une crête Cadillac. La Coupe DeVille avait une plaque signalétique en or sur la ceinture supérieure de la carrosserie, juste devant le montant de la lunette arrière. Le cabriolet sport Eldorado comportait des extras tels que de larges moulures de ceinture de caisse chromées, un design distinctif de garde-boue arrière, avec deux feux arrière ronds à mi-hauteur des ailes et des ailerons arrière plus plats. Les pneus sans chambre à air étaient une nouvelle caractéristique standard de Cadillac. Les ventes ont atteint un record de 118 190, représentant près de 84 % de toutes les Cadillac vendues. L'équipement standard comprend des feux de recul, des clignotants et une transmission automatique,.
En 1956, il y a eu une nouvelle calandre, avec insert texturé plus fin, et le repositionnement des feux de stationnement dans les pare-chocs, sous les garde-boue. Les acheteurs ont eu le choix entre la calandre standard satinée ou une finition dorée en option. Le script Cadillac a été trouvé sur le côté gauche. Une étroite moulure chromée et neuf persiennes verticales ont été observées. La Coupe DeVille avait une plaque signalétique de modèle et une crête Cadillac sur les côtés des ailes avant. La Coupe DeVille a été rejointe par la Série 62 Sedan DeVille, le premier toit rigide 4 portes de série de Cadillac,. À l'instar de la Coupe DeVille, elle était également plus chère et plus luxueuse que la Série 62 à 4 portes standard,. Avec 41 732 unités vendues, elle a également facilement dépassé la berline Série 62 dès sa toute première année,. Compte tenu de leur succès commercial, il était naturel que la Coupe DeVille et la Sedan DeVille soient déplacées vers leur propre série séparée en 1959, la Série 6300, rejointe par une DeVille décapotable en 1964,. La finition Eldorado a également acquis un nouveau style de carrosserie, un toit rigide à 2 portes appelé Seville. Un script Eldorado est finalement apparu avec une crête d'aile sur la voiture, qui a été encore distinguée par un ornement de capot double. Le cabriolet Eldorado, désormais connu sous le nom de Biarritz pour le distinguer de la Seville, figurait également une moulure de selle chromée nervurée s'étendant du pare-brise au montant de la lunette arrière le long de la ceinture de caisse et des ailerons arrière plats et pointus. La direction assistée était désormais de série. Le cercle de braquage était de 13,26 m et la garde au sol est de 210 mm. Popular Mechanics ont évalué un temps de 0 à 97 km/h en 12,0 secondes, une consommation de carburant pour un itinéraire de 28,3 L/100 km et un compteur de vitesse très précis.
Les ventes de la Série 62 ont atteint un record historique en 1956 avec 134 502 unités, ce qui représente un record historique de 86,4 % de toutes les Cadillac vendues. Cela comprenait 66 818 DeVille et 6 050 Eldorado.
Dans une enquête de Popular Mechanics auprès des propriétaires de la Série 62 de 1956, les deux plaintes les plus sérieuses étaient les suivantes : un, avec 23,7 % de personnes ayant répondu à l'enquête, un travail de qualité médiocre lors de l'assemblage; et deux, avec 22,7 % des réponses, étaient des problèmes de transmission. Le principal élément qu'ils ont aimé, avec 35 % des réponses, était la qualité de conduite; et deux, avec 32,7 % des réponses, la puissance et les performances.

## Cinquième génération (1957-1958)
Pour 1957, un cadre tubulaire en X sans rails latéraux a été adopté, ce qui, selon Cadillac, a entraîné une réduction de la carrosserie sans perte d'espace utilisable et une résistance à la torsion accrue. Ces cadres ont suscité la controverse comme étant dangereux, et d'autres fabricants, tels que Ford, ont affirmé que leurs cadres «périmétriques» étaient plus sûrs. Le style de l'extrémité avant était marqué par des embouts de protection de pare-chocs en caoutchouc et des lampes circulaires doubles installées dans la section inférieure du pare-chocs. La garniture latérale a été révisée et un thème de feu arrière double a été utilisé. Les modèles standard de Série 62 étaient des moulures en métal brillant, juste devant les ouvertures des roues arrière, mises en évidence par sept fentes horizontales. Les DeVille avait des plaques signalétiques spéciales sur les ailes avant. Les Eldorado de la Série 62 (à la différence des Eldorado Brougham de la Série 70) se distinguaient par le nom du modèle au-dessus d'un ornement de coffre arrière en forme de V et sur les ailes avant. Le garde-boue arrière et le contour du coffre ont été garnis de larges panneaux de beauté en acier inoxydable sculpté. Des ailerons de style "requin" pointaient également vers l'arrière des voitures. Un pare-chocs avant à trois sections intégré était un autre trait exclusif des Eldorado de la Série 62, qui était accompagné d'une longue liste de fonctionnalités standard. Un nouveau style de carrosserie a été ajouté à la finition, une Eldorado Sedan Seville à 4 portes, mais seulement quatre ont été effectivement vendues, et elle a été annulée l'année suivante.

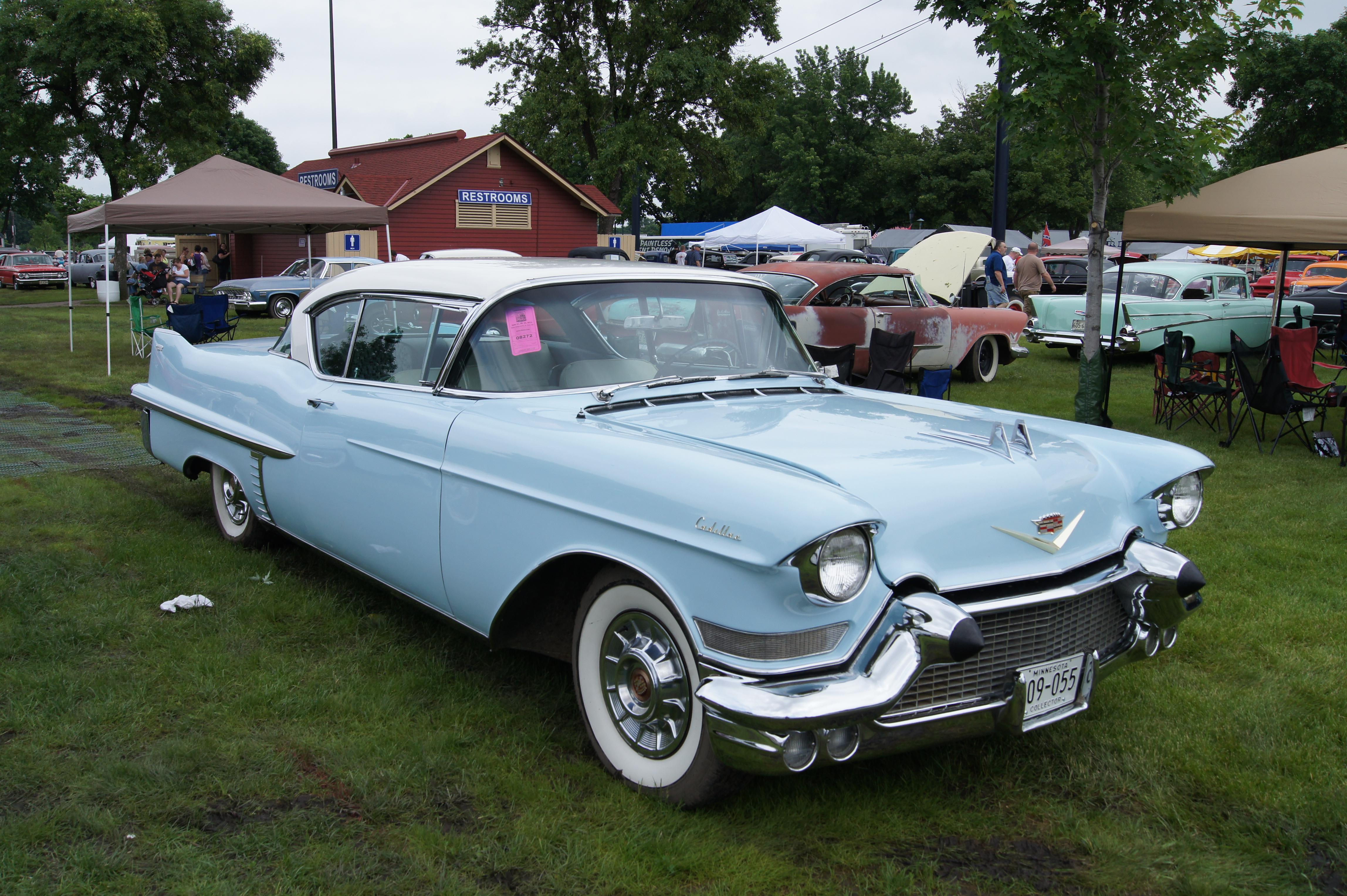
Cadillac Série 62 V coupé.

Pour 1958, il y avait une nouvelle calandre comportant plusieurs "crampons" ronds à l'intersection des éléments horizontaux et verticaux. L'insert de la grille était plus large et de nouveaux pare-chocs étaient positionnés plus bas par rapport aux feux de stationnement. De nouveaux phares doubles ont été utilisés et de petites ailettes chromées décoraient les ailes avant. Les ailerons arrière étaient moins prononcés et les attaches de garniture ont été révisées. Le mot Cadillac est apparu en lettres moulées sur les ailerons des modèles de base. Sur les côtés de la voiture, il y avait cinq séparations de vent horizontales plus longues devant le carter de roue arrière sans jupe et les moulures horizontales des ailes avant avec des crêtes était placées au-dessus du bord de fuite et sans garniture de bas de caisse. Le cabriolet et la DeVille utilisaient une garniture en métal solide sur la moitié inférieure des fusées éclairantes, tandis que d'autres modèles avaient une moulure de crête mince au même endroit. Sur la Série 62 Eldorado, un ornement en forme de V et un script d'identification du modèle ont été montés sur le couvercle du coffre. Les Eldorado de la Série 62 avaient également dix barres obliques verticales à chevrons devant les logements de roue arrière ouverts et des médaillons de crête sur le flanc des ailerons arrière. De larges panneaux de beauté sculptés décoraient les quartiers arrière inférieurs de tous les Eldorado de la Série 62 et s'étendaient autour de l'ouverture de la roue pour s'étirer le long des bas de caisse. L'équipement standard sur toutes les Série 62 était le même que l'année précédente. Tout nouveau était une berline Série 62 à pont allongé qui, avec la Série 62 Sedan DeVille, s'étirait de 216 mm de plus que la Série 62 à 4 portes standard, et une Série 62 Eldorado Seville sur commande spéciale dont une seule était réellement construite. Excluant les berlines et les châssis d'exportation uniquement, la Série 62 offrait un record de neuf carrosseries cette année. Le tristement célèbre Cadillac Air-Suspension était en option. L'année suivante, la DeVille et l'Eldorado sont séparés pour leur propre série.

## Sixième génération (1959-1960)
La Cadillac de 1959 est connue pour ses énormes ailerons emblématiques avec des feux arrière à double balle. La nouvelle année modèle a également vu deux lignes de toit et configurations de piliers de toit distinctives, de nouveaux modèles de calandre en forme de bijou et des panneaux de beauté de couvercle de coffre assortis. Pour 1959, la Série 6200 est devenue la Série 62. Les DeVille et Eldorado 2 portes ont été déplacés de la Série 6200 vers leur propre série, la Série 63 et la Série 64 respectivement, bien que tous, y compris l'Eldorado Brougham 4 portes (qui a été déplacé de la Série 70 à la Série 69), partageait le même empattement de 3 302 mm. La puissance du moteur était égale à 330 ch (242 kW) par rapport au moteur de 6,3 L. La Série 62 était identifiable par ses moulures de frottement droites, allant de l'ouverture de la roue avant aux pare-chocs arrière, avec des médaillons de crête sous la pointe. Un insert de calandre arrière orné d'un étage a été vu. L'équipement standard comprenait des freins assistés, une direction assistée, une transmission automatique, des feux de recul, des essuie-glaces, des essuie-glaces à deux vitesses, des disques de roue, un rétroviseur extérieur, un miroir de courtoisie et un filtre à huile. Le modèle convertible avait des vitres électriques et un siège électrique à deux sens. Des jupes de garde-boue simples recouvraient les roues arrière et les 4 portes étaient disponibles dans des configurations de toit rigide à quatre ou six fenêtres. Avec les DeVille et les Eldorado 2 portes dans leur propre série, les ventes ont plongé à seulement 70 736, le plus bas depuis l'année modèle 1950.

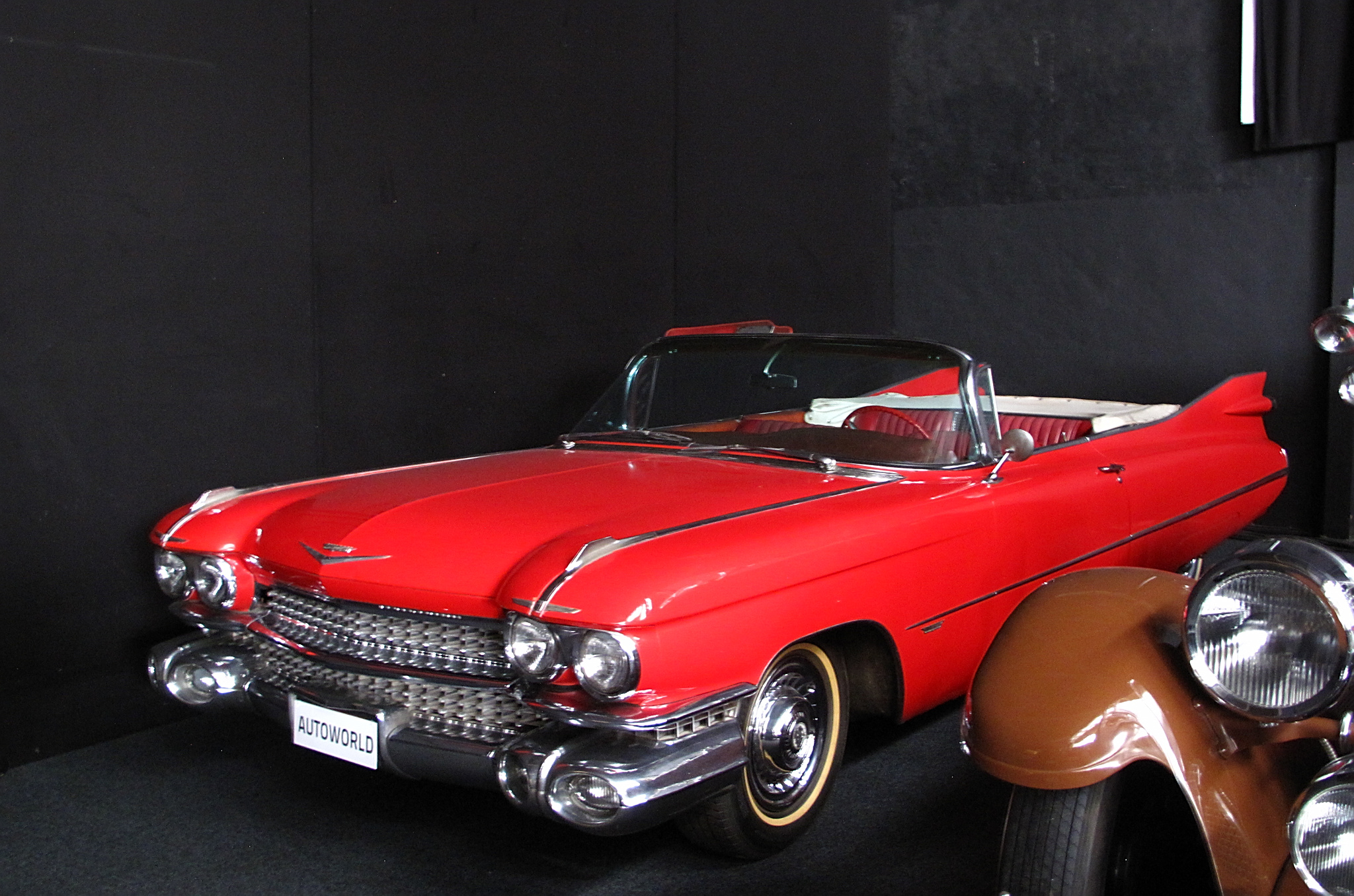
Cadillac Série 62 décapotable.

La Série 62 de 1960 avait un style plus lisse et plus sobre. Les modifications générales comprenaient une calandre pleine largeur, l'élimination des protections de pare-chocs avant pointues, une plus grande retenue dans l'application des garnitures chromées, des ailerons arrière inférieurs avec des nacelles de forme ovale et des feux indicateurs de direction montés sur l'aile avant. Les modèles de la Série 62 se distinguaient par des jupes d'ailes unies, des lances latérales minces de trois quarts et des emblèmes Cadillac et des lettres sur de courtes barres horizontales d'ailes avant montées juste derrière les phares. Des berlines à toit rigide à quatre et six fenêtres ont de nouveau été proposées. Le premier était doté d'un rétro-éclairage monobloc enveloppant et d'un toit plat, tandis que le second avait une lunette arrière et une ligne de toit inclinées. L'équipement de série comprenait des freins assistés, une direction assistée, une transmission automatique, deux feux de recul, des essuie-glaces, des essuie-glaces à deux vitesses, des disques de roue, un rétroviseur extérieur, un miroir de courtoisie et un filtre à huile. Le modèle convertible avait des vitres électriques et un siège électrique à deux sens. Les points forts techniques étaient des tambours arrière à ailettes et une construction à châssis en X. Les intérieurs ont été réalisés en corde Cortina fauve, bleue ou grise ou en tissu turquoise, vert, sable persan ou noir caspienne avec des traversins en vinyle Florentin. Les cabriolets étaient recouverts de combinaisons de cuir Florentine un ou deux tons ou de combinaisons de cuir Cardiff monochromatiques.

## Septième génération (1961-1964)
Cadillac a été redessiné et repensé pour 1961. La nouvelle calandre inclinée vers le pare-chocs et la lèvre du capot, le long du plan horizontal, reposait entre deux phares. De nouveaux piliers avant inclinés vers l'avant avec un verre de pare-brise non enveloppant ont été vus. Le traitement de rétroéclairage révisé avait des lignes angulaires nettes avec des piliers minces sur certains modèles et des poteaux de toit semi-aveugles plus lourds sur d'autres. De série : freins assistés, direction assistée, transmission automatique, feux de recul doubles, lave-glace, essuie-glaces à double vitesse, disques de roue, jupes d'aile simples, rétroviseur extérieur, miroir de courtoisie et filtre à huile. Les ressorts hélicoïdaux avant et arrière caoutchoutés ont remplacé le système de suspension pneumatique sujet aux problèmes. Les systèmes d'induction à quatre barils étaient désormais le seul choix de puissance et l'échappement double n'était plus disponible.

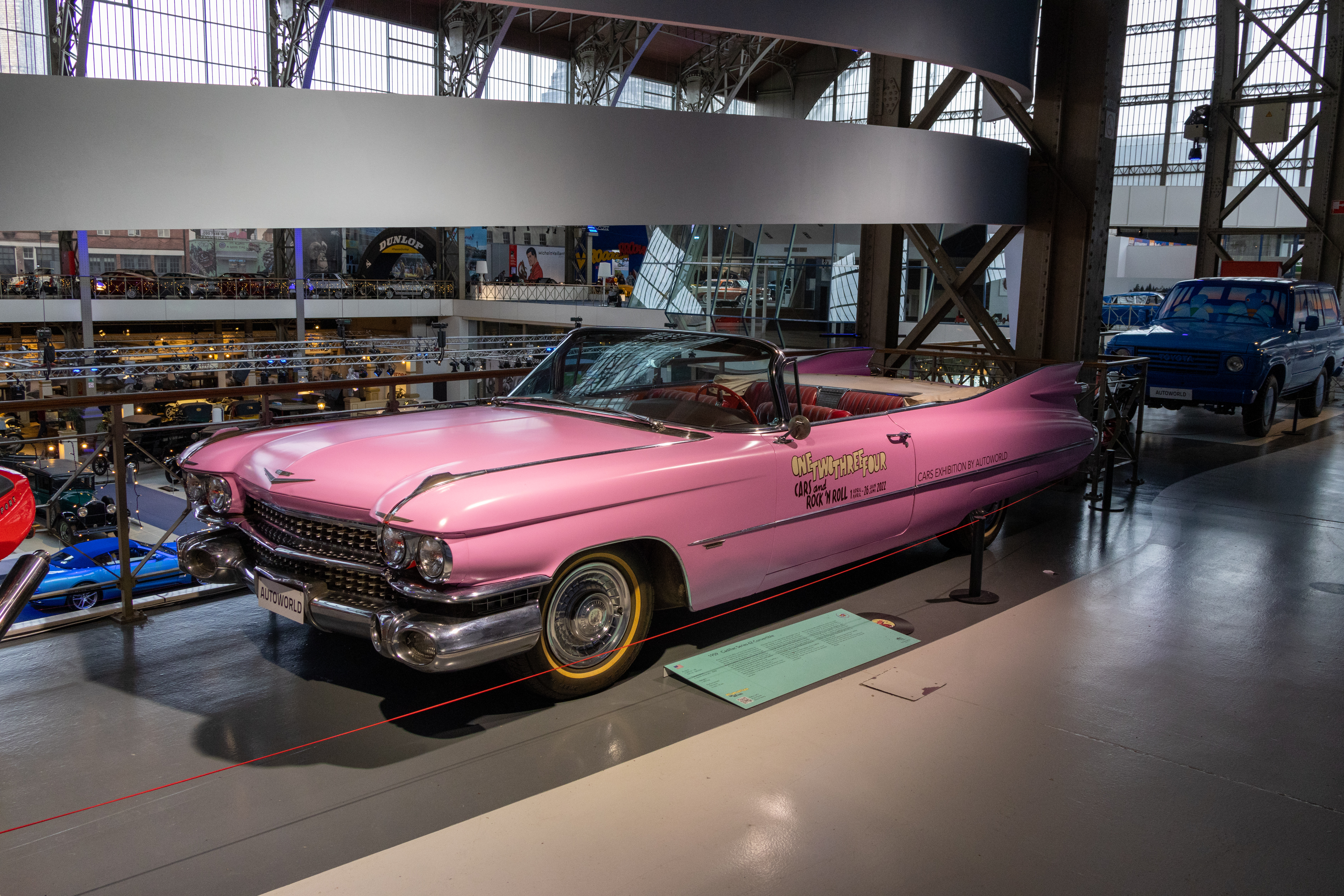
Cadillac Série 62 décapotable.

Un léger lifting a caractérisé les tendances de style Cadillac pour 1962. Une grille plus plate avec une barre centrale horizontale plus épaisse et un insert hachuré plus délicat est apparue. Le panneau de garniture chromé nervuré, visible avant les logements de roue avant pour 1961, a maintenant été remplacé par des feux de clignotants standard et les badges d'identification du modèle et de la série sur les ailes avant ont été supprimés. Des pièces d'extrémité de pare-chocs avant plus massives sont apparues et abritaient des feux de stationnement rectangulaires. À l'arrière, les feux arrière étaient désormais logés dans des nacelles verticales conçues avec un pic incliné au centre. Un panneau de beauté arrière nervuré verticalement est apparu sur le panneau de verrouillage du couvercle du coffre. Le script Cadillac est également apparu sur le côté inférieur gauche de la calandre. La berline Town Car à toit rigide à toit court a été déplacée de la Série 6300 à la Série 6200, remplacée par une Sedan DeVille Park Avenue à coffre court dans la Série 6300. De plus, tous les modèles Cadillac à coffre court sont passés de berlines à 6 fenêtres pour 1961 à des berlines à 4 fenêtres pour 1962 et 1963. La berline Town Car disparaîtrait pour 1963, avec seulement 4 900 vendus (sur 134 572 Série 62 en tout), bien que la Sedan DeVille Park Avenue se vende encore moins, 4 175 (sur 150 882 DeVille). L'équipement standard comprenait tout l'équipement de l'an dernier, plus un rétroviseur extérieur télécommandé, cinq pneus à chambre noire sans chambre à air, un chauffage et un dégivreur et des lampes de clignotant avant. Cadillac a raffiné la conduite et le silence, avec plus d'isolation au sol et derrière le pare-feu.
1963 a apporté un autre style. Les changements extérieurs ont donné un aspect plus audacieux et plus long. Les capots et couvercles de coffre ont été repensés. Les ailes avant ont projeté 117 mm plus loin que pour 1962 tandis que les ailerons arrière ont été quelque peu abaissés pour offrir un profil plus bas. La sculpture latérale de carrosserie a été entièrement éliminée. La grille de radiateur légèrement en forme de V était plus haute et incorporait désormais des extensions extérieures qui balayaient sous les phares doubles des gardes-boues. Des feux de stationnement avant circulaires plus petits ont été montés dans ces extensions. Un total de 143 options, y compris des sièges baquets avec des tissus d'ameublement en laine, en cuir ou en nylon et des revêtements en placage de bois sur le tableau de bord, les portes et les dossiers de siège, établissent un record absolu pour les choix d'intérieurs. L'équipement standard était le même que l'année précédente. Les cabriolets étaient équipés de fonctionnalités supplémentaires. La cylindrée et la puissance du moteur sont restées les mêmes, soit 6,3 l et 330 ch (242 kW).
Un lifting mineur pour 1964 comportait une nouvelle calandre bi-angulaire qui formait une forme en V le long de ses plans vertical et horizontal. La barre de calandre horizontale principale était maintenant portée sur les côtés de la carrosserie. Les panneaux d'extension de la grille extérieure abritaient à nouveau les feux de stationnement et de clignotant. C'était la 17e année consécutive pour les ailerons arrière Cadillac avec un nouveau design à lame fine perpétuant la tradition. Les améliorations des performances, y compris un V-8 plus grand, ont été les changements dominants pour l'exécution du modèle. Les caractéristiques d'équipement étaient les mêmes qu'en 1963 pour la plupart. Le Comfort Control, un système de chauffage et de climatisation entièrement automatique contrôlé par un thermostat à cadran sur le tableau de bord, a été présenté comme une première dans l'industrie. Le moteur a été heurté à 7 l, avec 345 ch (254 kW) disponibles. Au cours de sa dernière année, seulement 35 079 Série 62 ont été vendues, le plus petit nombre depuis 1946 et un peu plus du quart de leur record historique de ventes en 1956. La 62 cabriolet a été abandonné pour 1964.
La désignation de Série 62 (née 6200) a été abandonnée après 1964. La voiture d'entrée de gamme de Cadillac a été renommée Calais pour 1965-1976.